# El Zapote, Pichucalco
El Zapote är en ort i Mexiko.   Den ligger i kommunen Pichucalco och delstaten Chiapas, i den sydöstra delen av landet, 700 km öster om huvudstaden Mexico City. El Zapote ligger 112 meter över havet och antalet invånare är 131.
Terrängen runt El Zapote är huvudsakligen kuperad, men åt nordost är den platt. El Zapote ligger nere i en dal. Runt El Zapote är det ganska tätbefolkat, med 54 invånare per kvadratkilometer. Närmaste större samhälle är Pichucalco, 8,3 km norr om El Zapote. I omgivningarna runt El Zapote växer i huvudsak städsegrön lövskog.